# Daud Shah I
Daud Shah I fut le quatrième sultan de Bahmanî, sur lequel il régna pendant une courte période en 1378. Il se proclama roi tout de suite après l'assassinat de Ala-ud-din Mujahid Shah, dont il était responsable, mais fut à son tour assassiné lors d'une prière du vendredi à laquelle il assistait dans la grande mosquée du Fort de Gulbarga.

## Sources
- http://www.indhistory.com/bahamani-dynasty.html